# Ingmar Lindmarker
Ingmar Viktor Johan Lindmarker (født 3. september 1931 i Falun, død 10. juli 2015) var en svensk journalist, udenrigskorrespondent, kommentator, forfatter og redaktør. Han arbejdede i en lang periode på Svenska Dagbladet (fra starten af 1950'erne til omkring 1995, hvor han gik på pension). På avisen var han blandt andet udenrigskorrespondent i først Moskva og siden New York og London. Ingmar Lindmarker var det ene af tre børn af entreprenør Axel F. Lindmarker (1893-1957), som med Grand Hotel i Falun som base opbyggede en omfattende hotel- og boligindustri og grundlagde Axel F och Vilna Lindmarkers Stiftelse. Sammen med sin hustru Birgitte fik han fire døtre, heriblandt journalist Anna Lindmarker (født 1961).
Han studerede ved Uppsala universitet, hvor han lærte journalistprofilerne Herbert Söderström og Anders Ehnmark, med hvilke han i 1950'erne udgav studenteravisen Ergo, at kende. Lindmarker blev også redaktør på avisen. Sammen med Ingemar Lindahl skrev han i 1996 biografien Envoyén från Eslöv om diplomaten Lars-Åke Nilsson. Lindmarker var også medforfatter på bogen Bohuslän – Bohusläns Gille i Stockholm 100 år. Han skrev også flere andre bøger.